# Fiat Seicento H2
La Fiat Seicento Elettra H2 Fuel Cell e la Fiat Seicento H2 Down Town, anche detta Fiat Seicento Hydrogen, sono due prototipi di vettura elettrica con alimentazione a idrogeno, realizzati su base Fiat Seicento dalla casa automobilistica italiana Fiat, rispettivamente nel 2001 e nel 2003.

## Il contesto
Accantonato il precedente prototipo "Elettra", alimentato con batterie al piombo, che era stato giudicato troppo pesante con i suoi 1200 kg e con un'autonomia limitata a 90 km, la FIAT mutò radicalmente indirizzo tecnico, finalizzando gli sforzi progettuali verso la tecnologia di tipo cella a combustibile. 
Il nuovo progetto ebbe inizio nel 1996, finanziato dal Ministero dell'ambiente e con la collaborazione del CNR, dell'ENEA e delle Università di Torino, di Roma e di Napoli.

## La Fiat Seicento Elettra H2 Fuel Cell
Mantenendo l'autotelaio base del modello "Seicento", agli inizi del 2001 venne ultimato il prototipo sperimentale "Elettra H2 Fuel Cell" che nel mese di febbraio fu presentato alla Stampa e all'allora ministro dell'ambiente Willer Bordon.
Il prototipo "H2 Fuel Cell" riutilizza il sistema di propulsione e trazione del precedente "Elettra", ma l'energia per il motore elettrico da 30 kW viene generata da un dispositivo sostanzialmente composto da celle a combustibile collegate in serie. Tale dispositivo, denominato "Stack", è alimentato da ossigeno preso da aria compressa a 1,3 bar e da idrogeno alla pressione di 1,5 bar, quest'ultimo fornito da sei piccole bombole da nove litri ciascuna, collocate nel bagagliaio.
Rispetto al prototipo "Elettra" la "H2 Fuel Cell" conserva l'omologazione per soli 2 posti, ma ha il vantaggio di pesare circa 130 kg in meno, di avere un'autonomia aumentata a 140 km alla velocità costante di 60 km/h, oltre ad una velocità massima che da 90 passa a 100 km/h. Il tempo di ricarica delle bombole di idrogeno è di circa 10 minuti.

## La Fiat Seicento H2 Down Town/Hydrogen
L'evoluzione del prototipo "H2 Fuel Cell" fu presentato alla Stampa e alle autorità, il 20 ottobre 2003, nella sede della Prefettura di Milano alla presenza del sindaco Albertini, del presidente della Regione Formigoni e del ministro dell'ambiente Matteoli. 
La nuova Fiat Seicento H2 Down Town, in seguito anche denominata Fiat Seicento Hydrogen, venne illustrata quale ultima evoluzione su quel tipo di autotelaio, già sostituito nella sperimentazione da quello della nuova "Panda", appena eletta Auto dell'anno 2004.
Il prototipo "H2 Down Town/Hydrogen" migliora sensibilmente le prestazioni della "H2 Fuel Cell", soprattutto grazie all'adozione del pacco batteria a idruri metallici, che diminuisce il peso di ben 250 kg, e allo sviluppo funzionale del dispositivo Stack, la cui  potenza continuativa passa da 7 a 20 kW. La potenza del motore elettrico resta invariata, ma l'autonomia aumenta a 220 km e la velocità massima sale a 130 km/h, con accelerazione da 0 a 50 km/h in 7 secondi. Altra notevole miglioria è l'omologazione a 4 posti. Compensando tra le diminuzioni dovute alle nuove batterie e gli aumenti necessari all'omologazione per 4 passeggeri, il peso risulta comunque ridotto di 70 kg.